# Takehiko Hosokawa
Takehiko Hosokawa est un développeur de jeu vidéo japonais né en 1968 notamment connu pour ses travaux sur Metroid: Samus Returns sorti en 2017, sur Metroid: Other M sorti en 2010, sur Metroid: Fusion, sorti en 2002, sur Metroid Dread sorti en 2021 et  sur Wario Land: Super Mario Land 3 sorti en 1994.

## Biographie
Hosokawa est né au Japon en 1968, dans la ville de Komatsu. Après avoir obtenu son diplôme à l'Université des arts d'Osaka, université qu'il rejoint en 1986, il rejoint Nintendo en 1991, en travaillant initialement comme graphiste et comme assistant au design des personnages avant de devenir chef de projet. Le premier jeu auquel il participe à être publié est Super Mario Land 2: 6 Golden Coins, sorti en 1992.  
Il a consacré la majeure partie de son travail à la série Metroid. Il a participé à l'élaboration, en tant que directeur, de nombreux jeux vidéo comme Metroid: Samus Returns ou bien Wario Land: Super Mario Land 3. Il était un vétéran du studio de développement Nintendo Research & Development 1. Il a beaucoup travaillé en collaboration avec Yoshio Sakamoto. 

## Jeux
Le tableau ci-dessous est issu des données tirées du site MobyGames.
| Production                                |  |                        |  |  |
| Metroid Dread (2021)                      |  | Directeur adjoint      |  |  |
|                                           |  |                        |  |  |
| Conception                                |  |                        |  |  |
| Metroid: Samus Returns (2017)             |  | Directeur              |  |  |
| Flower Town (2013)                        |  | Directeur              |  |  |
| Game & Wario (2013)                       |  | Directeur adjoint      |  |  |
| Mii Force (2013)                          |  | Directeur              |  |  |
| Monster Manor (2013)                      |  | Directeur              |  |  |
| Warrior's Way (2013)                      |  | Directeur              |  |  |
| Wii Play: Motion (2011)                   |  | Directeur              |  |  |
| Metroid: Other M (2010)                   |  | Directeur              |  |  |
| Metroid: Zero Mission (2004)              |  | Designer des niveaux   |  |  |
| WarioWare: Touched! (2004)                |  | Designer du gameplay   |  |  |
| Metroid Fusion (2002)                     |  | Réalisateur            |  |  |
| Wario Land 3 (2000)                       |  | Directeur              |  |  |
| Wario Land II (1998)                      |  | Directeur              |  |  |
| Virtual Boy Wario Land (1995)             |  | Designer               |  |  |
| Wario Land: Super Mario Land 3 (1994)     |  | Directeur              |  |  |
| Super Mario Land 2: 6 Golden Coins (1992) |  | Directeur              |  |  |
| Metroid II: Return of Samus (1991)        |  | Designer               |  |  |
|                                           |  |                        |  |  |
| Graphismes                                |  |                        |  |  |
| WarioWare: Touched! (2004)                |  | Design                 |  |  |
| Wario Land 4 (2001)                       |  | Designers              |  |  |
| Pokémon Jaune (1998)                      |  | Design des personnages |  |  |
| Tetris Attack (1996)                      |  | Design des graphismes  |  |  |
| Wario Land: Super Mario Land 3 (1994)     |  | Design des graphismes  |  |  |
| Super Mario Land 2: 6 Golden Coins (1992) |  | Design des graphismes  |  |  |
|                                           |  |                        |  |  |
| Audio                                     |  |                        |  |  |
| WarioWare: Touched! (2004)                |  | Doublage               |  |  |